# دوار (المغرب)
الدوار في المغرب يشير إلى القرية أو المجتمع الريفي، ويتكون عادة من مجموعة من السكان تجمعهم روابط عائلية أو قبلية أو جغرافية. وقد يكون هذا التجمع مركزاً في مكان واحد أو متفرعاً على عدة أماكن. وقد يوصف هذا التجمع بصفة "الدوار" سواءً كان ذلك بشكل طبيعي وتاريخي أو عن طريق التعامل الرسمي معه من قبل السلطات.
يقوم سكان كل دوار بانتخاب ممثلهم لدى مجلس الجماعة المحلية. وتعين السلطات أيضا أعوان سلطة لتمثيلهم في مجموعات من الدواوير. ويقوم هؤلاء الأعوان بدور صلة وصل بين السكان من جهة، وبين القائد ورئيس الدائرة والحرس الإقليمي والدرك الملكي ومؤسسات الدولة الأخرى كالبريد والجماعات وغيرها من جهة أخرى. يطلق على هؤلاء الأعوان أسماء الشيخ (أو أمغار) والمقدم، حسب التراتبية. يشتغل الشيخ في نطاق مجموعة من الدواوير تسمى مشيخة

، ويساعدة مقدمين كل منهم معني بدواوير معينة داخل المشيخة.
في بعض المناطق، قد يلعب الشيخ (أو الأمغار) دورا في حل الخلافات العائلية وغيرها من المشاكل التي تنشأ بين أهل الدوار.